# Xian de Qingliu
Le xian de Qingliu (清流县 ; pinyin : Qīngliú Xiàn) est un district administratif de la province du Fujian en Chine. Il est placé sous la juridiction de la ville-préfecture de Sanming.

## Démographie
La population du district était de 145 076 habitants en 1999.